# Доњи Никшић
Доњи Никшић је насељено мјесто града Слуња, на Кордуну, Карловачка жупанија, Република Хрватска.

## Географија
Доњи Никшић се налази око 7 км сјеверозападно од Слуња.

## Историја
Доњи Никшић се од распада Југославије до августа 1995. године налазио у Републици Српској Крајини.

## Становништво
Према попису становништва из 2011. године, насеље Доњи Никшић је имало 204 становника.
| Демографија | Демографија | Демографија |
| Година      | Становника  | Становника  |
| ----------- | ----------- | ----------- |
| 1991.       | 920         |             |
| 2001.       | 243         |             |
| 2011.       |             | 204         |

## Попис 1991.
На попису становништва 1991. године, насељено место Доњи Никшић је имало 920 становника, следећег националног састава:
| Попис 1991.‍  | Попис 1991.‍  | Попис 1991.‍ | Попис 1991.‍ | Попис 1991.‍ |
| ------------ | ------------ | ----------- | ----------- | ----------- |
|              |              |             |             |             |
| Хрвати       | Хрвати       |             | 903         | 98,15%      |
| Југословени  | Југословени  |             | 3           | 0,32%       |
| Срби         | Срби         |             | 3           | 0,32%       |
| Руси         | Руси         |             | 1           | 0,10%       |
| Чеси         | Чеси         |             | 1           | 0,10%       |
| неопредељени | неопредељени |             | 6           | 0,65%       |
| непознато    | непознато    |             | 3           | 0,32%       |
| укупно: 920  |              |             |             |             |